# Wiesenbach (Pöttmes)
Wiesenbach ist ein Ortsteil des Marktes Pöttmes im Landkreis Aichach-Friedberg, der zum Regierungsbezirk Schwaben in Bayern gehört.

## Geographie
Das Pfarrdorf Wiesenbach liegt westlich von Pöttmes auf der Hochfläche des Unteren Lechrains der Aindlinger Terrassentreppe. Naturräumlich gehört es zur Donau-Iller-Lech-Platte, die wiederum Teil des Alpenvorlandes ist, eine der Naturräumlichen Haupteinheiten Deutschlands. Gemeinsam mit Reicherstein, Echsheim und Kühnhausen bildet Wiesenbach das so genannte Pöttmeser Oberland.
Der Ort liegt an der Staatsstraße 2045 zwischen Baar und Pöttmes. Die in Wiesenbach aus der Staatsstraße 2045 nach Norden abzweigende und durch Echsheim führende Kreisstraße AIC 28 mündet in Reicherstein in die Kreisstraße AIC 27 von Rain nach Pöttmes.

## Geschichte
Der Name Wiesenbach leitet sich von dem durch den Ort fließenden Wiesenbach her, einem rechten Nebenfluss der Kleinen Paar. 1185 wurde es als Villa Wiesinpach oder Wisinpach erwähnt.

Die ältesten Grundherren waren die Herren von Hohenwart und das Bistum Freising. Früh werden auch das Kloster Thierhaupten und die Marschälle von Kalendin zu Neuburg erwähnt. Im 15. Jahrhundert erwarben dann die Riederer von Paar mit Sitz in der Hofmark Unterbaar fast alle Höfe in Wiesenbach, was bis zur Aufhebung der Grundherrschaft 1848 anhielt.

Vor 1800 wurde die katholische Pfarrei Sankt Markus von der Pfarrei Sankt Laurentius in Oberbaar aus versehen. Die alte Pfarrkirche war 1695 von Pfarrer Jakob Zörer erbaut worden, wurde aber 1958 mit Ausnahme des Turmes durch eine moderne Saalkirche ersetzt.

Bis zum 1. Juli 1972 gehörte Wiesenbach als selbstständige Gemeinde zum Landkreis Neuburg an der Donau und fiel dann mit der Gebietsreform in Bayern an den Landkreis Aichach-Friedberg, der bis zum 1. Mai 1973 den Namen Landkreis Augsburg-Ost trug. Am 1. Januar 1978 erfolgte die Eingemeindung in den Markt Pöttmes.

## Sehenswürdigkeiten
- Pfarrkirche Sankt Markus
- Pfarrhaus
- Ehemaliges Gendarmeriegebäude

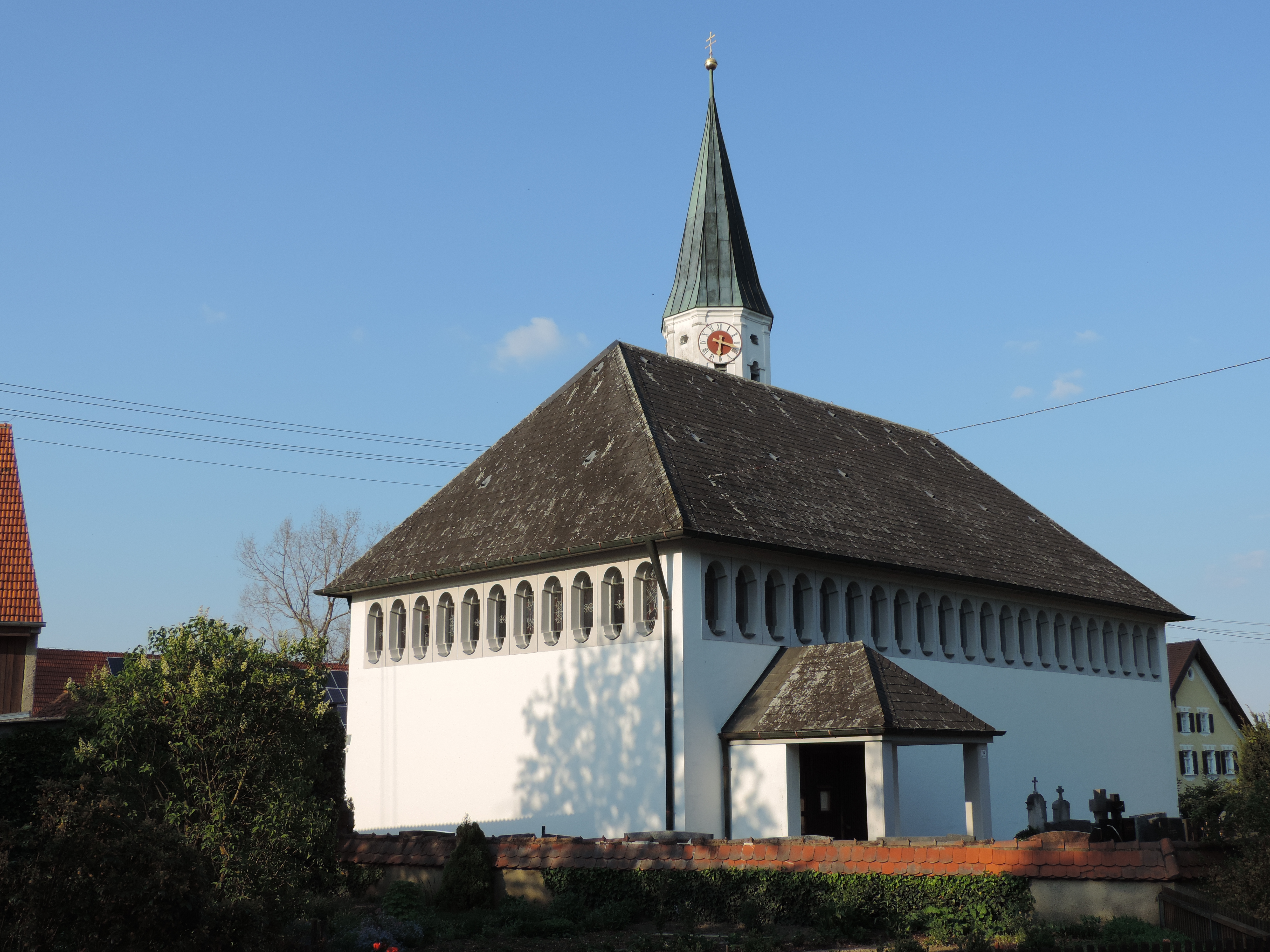
Pfarrkirche St. Markus

- jungsteinzeitliche Siedlung östlich des Ortes (Spiralkeramik)